# Thomas Muir
Sir Thomas Muir (Stonebyres, Escocia, 25 de agosto de 1844 - Rondebosch, Sudáfrica, 21 de marzo de 1934) fue un matemático escocés, recordado por sus trabajos sobre los determinantes.

## Biografía
Nació en Stonebyres, South Lanarkshire, y se crio en la pequeña ciudad de Biggar. Fue educado en la Escuela Pública de Wishaw.
En la Universidad de Glasgow cambió los estudios clásicos por las matemáticas tras los consejos del futuro Lord Kelvin. Después de graduarse, ocupó cargos en la Universidad de Saint Andrews y la Universidad de Glasgow. De 1874 a 1892 enseñó en la Escuela Secundaria de Glasgow. En 1882 publicó Tratado sobre la teoría de los determinantes; luego, en 1890, publicó Historia de los determinantes.
En 1874 fue elegido miembro de la Royal Society of Edinburgh. Fue propuesto por William Thomson, Hugh Blackburn, Philip Kelland y Peter Guthrie Tait. Ganó la Medalla Keith de la Sociedad en la edición de 1881-1883 y una segunda vez en 1895-1897. Se desempeñó como vicepresidente de la Sociedad de 1888 a 1891. Ganó el premio Gunning Victoria Jubilee de 1912 a 1916.
De 1892 a 1915 estuvo en Sudáfrica como Superintendente General de Educación y también trabajó en la Universidad del Cabo. En 1900 fue miembro de la Royal Society, ordenado Compañero de la Orden de San Miguel y San Jorge (CMG) en 1901 y nombrado caballero por el rey Jorge V en 1915.
Poco después de su llegada a Ciudad del Cabo, la Escuela Pública de Uitenhage fue renombrada Academia Muir y posteriormente Muir College; es actualmente considerada la escuela secundaria más antigua de Sudáfrica. El desarrollo progresivo de esta y otras escuelas durante el mandato de Muir como Superintendente General de Educación estuvo fuertemente influenciado por la creencia de Muir en la importancia de las materias que requieren destreza manual (carpintería y costura) y la enseñanza de las matemáticas, la ciencia y el estudio de la naturaleza. También mejoró la formación de los profesores: cuando llegó a la ciudad, solo había una escuela de formación para docentes, pero cuando se jubiló 23 años después, ya había doce.
Murió el 21 de marzo de 1934 en Rondebosch, en Sudáfrica.

## Vida privada y legado
En 1876 se casó con Margaret Bell. El distinguido geofísico Athelstan Spilhaus era su nieto.
Su nombre quedó relacionado con un teorema de dualidad sobre las relaciones entre menores. En un lenguaje más abstracto, es un resultado general de las ecuaciones que definen a los Grasmanianos como variedades algebraicas.

## Obra parcial
- The Theory of the Determinant in the Historical Order of Development (1960). 4 vols. Nueva York: Dover Publications.
- A Treatise on the Theory of Determinants (1960). Revisado y ampliado por William H. Metzler. Nueva York: Dover Publications.
- «A Second Budget of Exercises on Determinants» (junio 1924), en American Mathematical Monthly, Vol. 31, n.º 6., pp. 264–274
- «Note on the Transformation of a Determinant into any Other Equivalent Determinant» (enero 1883), en The Analyst, Vol. 10, n.º 1., pp. 8–9
- A History of Determinants (1929).